# FromSoftware
FromSoftware, Inc. (株式会社フロム・ソフトウェア?, Kabushikigaisha Furomu Sofutowea) è un'azienda produttrice di videogiochi giapponese con sede a Tokyo, fondata nel novembre 1986. 
Conosciuta inizialmente per le serie King's Field, Armored Core e per aver collaborato allo sviluppo di alcuni capitoli di Tenchu, l’azienda ha ottenuto grande successo internazionale negli anni 2010 con Demon's Souls e la trilogia di giochi di ruolo d’azione Dark Souls. Acclamati dalla critica e spesso annoverati tra i migliori videogiochi di sempre, questi titoli hanno definito uno stile riconoscibile per la loro elevata difficoltà, il design dei livelli e la narrazione ambientale. Questo approccio ha dato origine al sottogenere dei Soulslike, a cui appartengono anche opere successive dello studio come Bloodborne (2015), Sekiro: Shadows Die Twice (2019) ed Elden Ring (2022), sebbene ciascuno presenti caratteristiche e meccaniche proprie.
Hidetaka Miyazaki, creatore della serie Dark Souls, è presidente di FromSoftware dal 2014. Miyazaki dirige e progetta la maggior parte dei giochi dell'azienda, oltre ad avere compiti esecutivi.
Il 28 aprile 2014 la casa editrice Kadokawa Shoten dichiara attraverso un comunicato stampa di avere acquisito FromSoftware con l'obiettivo di creare nuove esperienze videoludiche e di espandere il loro mercato in occidente. Quote di minoranza appartengono a Tencent e Sony Interactive Entertainment. FromSoftware generalmente pubblica da sola i propri titoli in Giappone e collabora con aziende come Agetec, Sony e Bandai Namco Entertainment per la pubblicazione a livello internazionale.

## Storia
FromSoftware è stata fondata a Tokyo da Naotoshi Zin, il 1 novembre 1986, come casa di sviluppo per applicazioni aziendali. L'azienda pubblica il suo primo gioco, King's Field, per PlayStation nel 1994. Nonostante il suo successo commerciale in Giappone, il gioco non venne pubblicato in altri paesi, mentre il successivo King's Field II del 1995 viene pubblicato sia in Nord America che in Europa nel 1996. Dopo l'uscita di King's Field III nel 1996, FromSoftware realizza il gioco horror Echo Night e il gioco di ruolo Shadow Tower. Nel 1997 FromSoftware pubblica Armored Core, la prima versione della serie di giochi di combattimento mecha.
Con il lancio di PlayStation 2 nel 2000, FromSoftware ha creato i giochi di ruolo Eternal Ring e Evergrace. Nel 2003 viene sviluppato Tenchu: Wrath of Heaven, un videogioco stealth che combina elementi di azione e avventura. La società pubblica anche King's Field IV e Shadow Tower Abyss, oltre alla serie Lost Kingdoms per GameCube. In questo periodo l'azienda realizza anche alcuni giochi esclusivi per Xbox, come Murakumo: Renegade Mech Pursuit, Otogi: Myth of Demons, Otogi 2: Immortal Warriors, Metal Wolf Chaos e Chromehounds. Nel 2005, FromSoftware inizia a produrre un serie di giochi su licenza basati su degli anime, come Another Century's Episode. Lo stesso anno l'azienda ha ospitato il suo primo stage nel settore dei videogiochi che ha permesso agli studenti di sperimentare lo sviluppo di giochi attraverso un kit di creazione di giochi, Adventure Player, per PlayStation Portable.
FromSoftware ha subito un frazionamento azionario nel 2008, prima di ottenere grande successo di pubblico negli anni 2010 grazie all'uscita di Demon's Souls (2009) e Dark Souls (2011), quest'ultimo è il primo capitolo di una trilogia che ha portato all'identificazione di un sottogenere di giochi di ruolo d'azione noto come Soulslike. A questo sottogenere appartengono Dark Souls II (2014), Bloodborne (2015), Dark Souls III (2016), Sekiro: Shadows Die Twice (2019) e Elden Ring (2022), che hanno ricevuto numerosi premi e sono spesso elencati tra i migliori videogiochi pubblicati.
Nell'aprile 2014 la Kadokawa Corporation ha annunciato l'intenzione di acquistare la società dall'ex azionista Transcosmos. In seguito ad altre ristrutturazioni, il creatore di Souls, Hidetaka Miyazaki, diventa presidente della società e successivamente diventa direttore rappresentativo. Nel gennaio 2016 FromSoftware ha fondato uno studio a Fukuoka che si concentra sulla creazione di risorse di immagini generate al computer (CGI) per i propri giochi. Nell'agosto 2022 la Sixjoy Hong Kong (una filiale di Tencent) e Sony Interactive Entertainment hanno acquisito rispettivamente il 16,25% e il 14,09% di FromSoftware, mentre il 69,66% rimane a Kadokawa. Un rapporto pubblicato da GamesIndustry.biz nel novembre 2022 afferma che FromSoftware pagava i propri dipendenti a tariffe inferiori allo standard. Nel giugno 2023 l'azienda contava 397 dipendenti. Nel mese di ottobre 2024,  voci di corridoio indicano che l'azienda vuole aumentare dell'11,8% circa lo stipendio di tutti i dipendenti a partire da aprile 2025.
Il 19 novembre 2024, Sony Interactive Entertainment annuncia di voler prendere il quasi completo controllo sull'azienda (83,75%) acquisendo Kadokawa

## Videogiochi
| Anno | Videogioco                                      | Piattaforma                                                      | Editore                                          |
| ---- | ----------------------------------------------- | ---------------------------------------------------------------- | ------------------------------------------------ |
| 1994 | King's Field                                    | PlayStation                                                      | N.D.                                             |
| 1995 | King's Field II                                 | PlayStation                                                      | ASCII Entertainment, Sony Computer Entertainment |
| 1996 | King's Field III                                | PlayStation                                                      | ASCII Entertainment                              |
| 1997 | Armored Core                                    | PlayStation                                                      | Sony Computer Entertainment                      |
| 1997 | Armored Core: Project Phantasma                 | PlayStation                                                      | ASCII Entertainment                              |
| 1998 | Shadow Tower                                    | PlayStation                                                      | Agetec                                           |
| 1998 | Echo Night                                      | PlayStation                                                      | Agetec                                           |
| 1999 | Armored Core: Master of Arena                   | PlayStation                                                      | Agetec                                           |
| 1999 | Spriggan: Lunar Verse                           | PlayStation                                                      | N.D.                                             |
| 1999 | Frame Gride                                     | Dreamcast                                                        | N.D.                                             |
| 1999 | Echo Night 2: The Lord of Nightmares            | PlayStation                                                      | N.D.                                             |
| 2000 | Eternal Ring                                    | PlayStation 2                                                    | Agetec, Ubisoft                                  |
| 2000 | Evergrace                                       | PlayStation 2                                                    | Agetec, Ubisoft                                  |
| 2000 | Armored Core 2                                  | PlayStation 2                                                    | Agetec, Ubisoft                                  |
| 2000 | Kuri Kuri Mix                                   | PlayStation 2                                                    | Agetec, Empire Interactive                       |
| 2001 | Armored Core 2: Another Age                     | PlayStation 2                                                    | Agetec, Metro3D                                  |
| 2001 | Forever Kingdom                                 | PlayStation 2                                                    | Agetec                                           |
| 2001 | King's Field IV                                 | PlayStation 2                                                    | Agetec, Metro3D                                  |
| 2002 | Armored Core 3                                  | PlayStation 2, PlayStation Portable                              | Agetec, Metro3D                                  |
| 2002 | Lost Kingdoms                                   | GameCube                                                         | Activision                                       |
| 2002 | Murakumo: Renegade Mech Pursuit                 | Xbox                                                             | Ubisoft                                          |
| 2002 | Otogi: Myth of Demons                           | Xbox                                                             | Sega                                             |
| 2003 | Silent Line: Armored Core                       | PlayStation 2, PlayStation Portable                              | Agetec                                           |
| 2003 | Thousand Land                                   | Xbox                                                             | N.D.                                             |
| 2003 | Lost Kingdoms II                                | GameCube                                                         | Activision                                       |
| 2003 | Shadow Tower Abyss                              | PlayStation 2                                                    | N.D.                                             |
| 2003 | Otogi 2: Immortal Warriors                      | Xbox                                                             | Sega                                             |
| 2004 | Echo Night: Beyond                              | PlayStation 2                                                    | Agetec, Indie Games Productions                  |
| 2004 | Armored Core: Nexus                             | PlayStation 2                                                    | Agetec                                           |
| 2004 | Kuon                                            | PlayStation 2                                                    | Agetec, Indie Games Productions                  |
| 2004 | Armored Core: Nine Breaker                      | PlayStation 2                                                    | Agetec, 505 Games                                |
| 2004 | Armored Core: Formula Front                     | PlayStation Portable, PlayStation 2                              | Agetec, 505 Games                                |
| 2004 | Metal Wolf Chaos                                | Xbox, PlayStation 4, Windows, Xbox One                           | Devolver Digital                                 |
| 2005 | Yoshitsune Eiyūden                              | PlayStation 2                                                    | N.D.                                             |
| 2005 | Another Century's Episode                       | PlayStation 2                                                    | Banpresto                                        |
| 2005 | Armored Core: Last Raven                        | PlayStation 2, PlayStation Portable                              | Agetec, 505 Games                                |
| 2006 | Enchanted Arms                                  | Xbox 360, PlayStation 3                                          | Ubisoft                                          |
| 2006 | Another Century's Episode 2                     | PlayStation 2                                                    | Banpresto                                        |
| 2006 | Chromehounds                                    | Xbox 360                                                         | Sega                                             |
| 2006 | King's Field: Additional I                      | PlayStation Portable                                             | N.D.                                             |
| 2006 | King's Field: Additional II                     | PlayStation Portable                                             | N.D.                                             |
| 2006 | Armored Core 4                                  | PlayStation 3, Xbox 360                                          | Sega, 505 Games                                  |
| 2007 | Nanpure VOW                                     | Nintendo DS                                                      | N.D.                                             |
| 2007 | Iraroji VOW                                     | Nintendo DS                                                      | N.D.                                             |
| 2007 | Another Century's Episode 3                     | PlayStation 2                                                    | Banpresto                                        |
| 2008 | Armored Core: For Answer                        | PlayStation 3, Xbox 360                                          | Ubisoft                                          |
| 2008 | Shadow Assault: Tenchu                          | Xbox 360                                                         | N.D.                                             |
| 2009 | Inugamike no Ichizoku                           | Nintendo DS                                                      | N.D.                                             |
| 2009 | Ninja Blade                                     | Xbox 360, Windows                                                | Microsoft Game Studios                           |
| 2009 | Demon's Souls                                   | PlayStation 3                                                    | Sony Computer Entertainment, Atlus, Bandai Namco |
| 2009 | Yatsu Hakamura                                  | Nintendo DS                                                      | N.D.                                             |
| 2010 | Another Century's Episode R                     | PlayStation 3                                                    | Banpresto                                        |
| 2010 | Monster Hunter Diary: Poka Poka Airu Village    | PlayStation Portable                                             | Capcom                                           |
| 2011 | Another Century's Episode Portable              | PlayStation Portable                                             | Bandai Namco                                     |
| 2011 | Dark Souls                                      | PlayStation 3, Xbox 360, Windows                                 | Bandai Namco                                     |
| 2012 | Armored Core V                                  | PlayStation 3, Xbox 360                                          | Bandai Namco                                     |
| 2012 | Mobile Suit Gundam Unicorn                      | PlayStation 3                                                    | Bandai Namco                                     |
| 2012 | Steel Battalion: Heavy Armor                    | Xbox 360                                                         | Capcom                                           |
| 2013 | Armored Core: Verdict Day                       | PlayStation 3, Xbox 360                                          | Bandai Namco                                     |
| 2014 | Dark Souls II                                   | PlayStation 3, Xbox 360, Windows                                 | Bandai Namco                                     |
| 2015 | Dark Souls II: Scholar of the First Sin         | PlayStation 4, Windows, Xbox One                                 | Bandai Namco                                     |
| 2015 | Bloodborne                                      | PlayStation 4                                                    | Sony Computer Entertainment                      |
| 2015 | Monster Hunter Diary: Poka Poka Airu Village DX | Nintendo 3DS                                                     | Capcom                                           |
| 2016 | Dark Souls III                                  | PlayStation 4, Xbox One, Windows                                 | Bandai Namco                                     |
| 2018 | Dark Souls Remastered                           | PlayStation 4, Windows, Xbox One, Nintendo Switch                | Bandai Namco                                     |
| 2018 | Déraciné                                        | PlayStation 4 (PlayStation VR)                                   | Sony Interactive Entertainment                   |
| 2019 | Sekiro: Shadows Die Twice                       | PlayStation 4, Windows, Xbox One, Stadia                         | Activision                                       |
| 2019 | Metal Wolf Chaos XD                             | PlayStation 4, Windows, Xbox One                                 | Devolver Digital                                 |
| 2022 | Elden Ring                                      | PlayStation 4, PlayStation 5, Windows, Xbox One, Xbox Series X/S | Bandai Namco                                     |
| 2023 | Armored Core VI: Fires of Rubicon               | PlayStation 4, PlayStation 5, Windows, Xbox One, Xbox Series X/S | Bandai Namco                                     |
| 2024 | Elden Ring Shadow of the Erdtree                | PlayStation 4, PlayStation 5, Windows, Xbox One, Xbox Series X/S | Bandai Namco                                     |
| 2025 | Elden Ring Nightreign                           | PlayStation 4, PlayStation 5, Windows, Xbox One, Xbox Series X/S | Bandai Namco                                     |
| 2026 | The Duskbloods                                  | Nintendo Switch 2                                                | Nintendo                                         |